# Stazione marittima di Trieste
Nel 1924 l'amministrazione dei Magazzini generali decide di costruire a Trieste una stazione marittima per passeggeri. Il Governo fascista inserisce questa costruzione tra le opere pubbliche di immediata esecuzione.
La stazione marittima di Trieste è stata progettata da Umberto Nordio e Giacomo Zammattio ed è stata costruita fra il 1926 e il 1930.
L'edificio si trova sul Molo dei Bersaglieri ed è il risultato della trasformazione del primo dei due magazzini (41 e 42), che durante la dominazione asburgica erano principalmente destinati a deposito dei vini di importazione dal Regno d'Italia.

## Storia

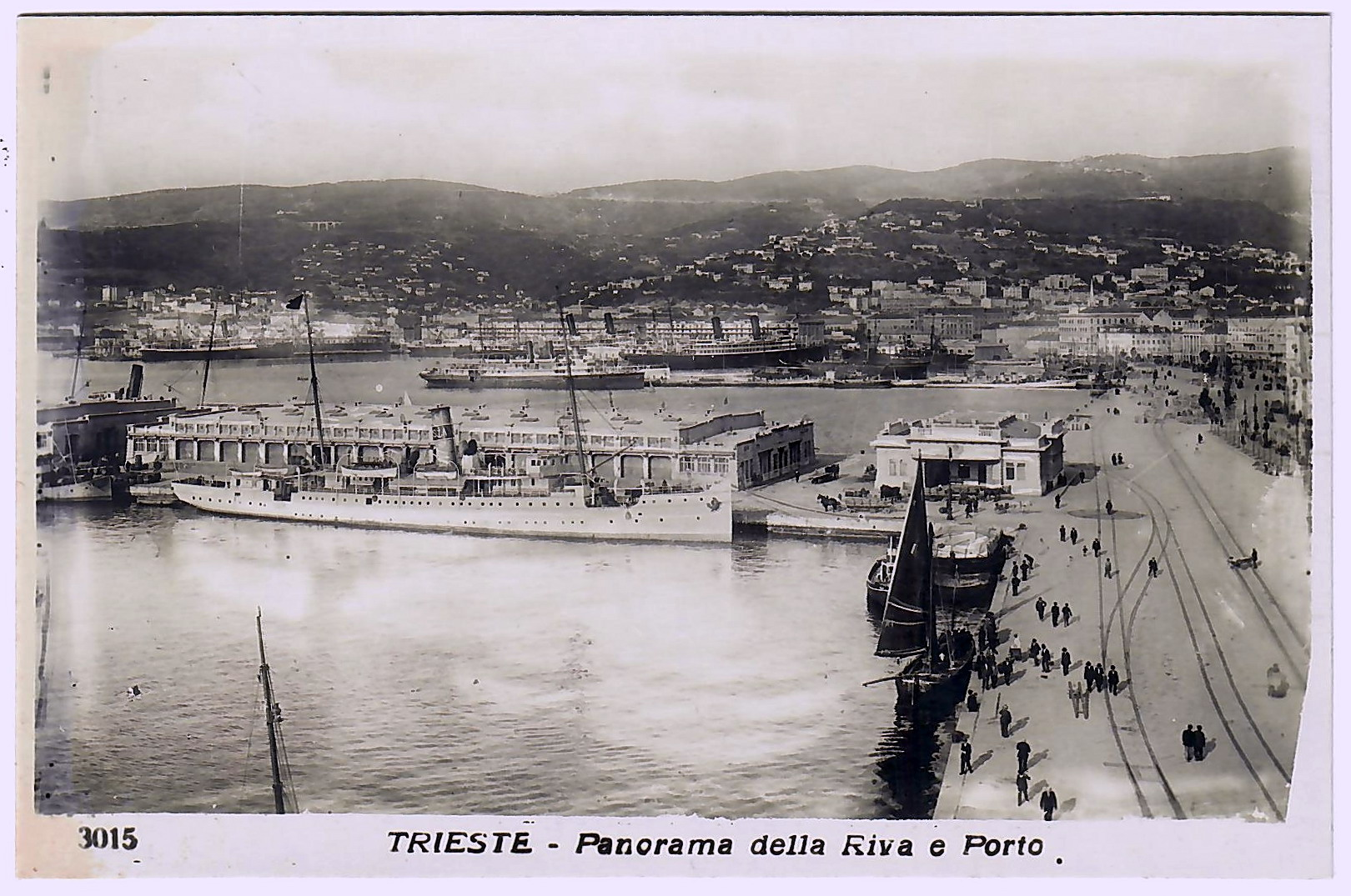
Trieste, Riva e Porto con la Molo dei Bersagliere (today Stazione Marittima)

Tra il 1915 e il 1925 le dimensioni delle nuove navi passeggeri aumentano e il porto di Trieste deve far fronte all'incremento del traffico passeggeri. Il progetto viene affidato dai Magazzini Generali all'architetto triestino Giacomo Zammattio e ad Umberto Nordio.
Nel 1927 Zammattio muore lasciando la progettazione nelle mani di Nordio che rivede tutto l'edificio. Umberto Nordio risolve con felice risultato i problemi posti da tanti vincoli, sfruttando le caratteristiche del cemento armato che consentono l'eliminazione del secondo ordine di pilastri, semplificando il frontone che verrà completato ai lati dell'orologio da due grandi bassorilievi.
La personale concezione dell'arte di Nordio portò lo stesso a curare direttamente l'estetica di ogni dettaglio dell'opera, ivi compresi i lampadari e le pavimentazioni.
Nel 1933 l'edificio viene riconosciuto da "Emporium", celebre rivista italiana di arti e grafica, come una delle cinque opere che ha segnato l'inizio dell'architettura moderna in Italia.